# Trình gỡ lỗi

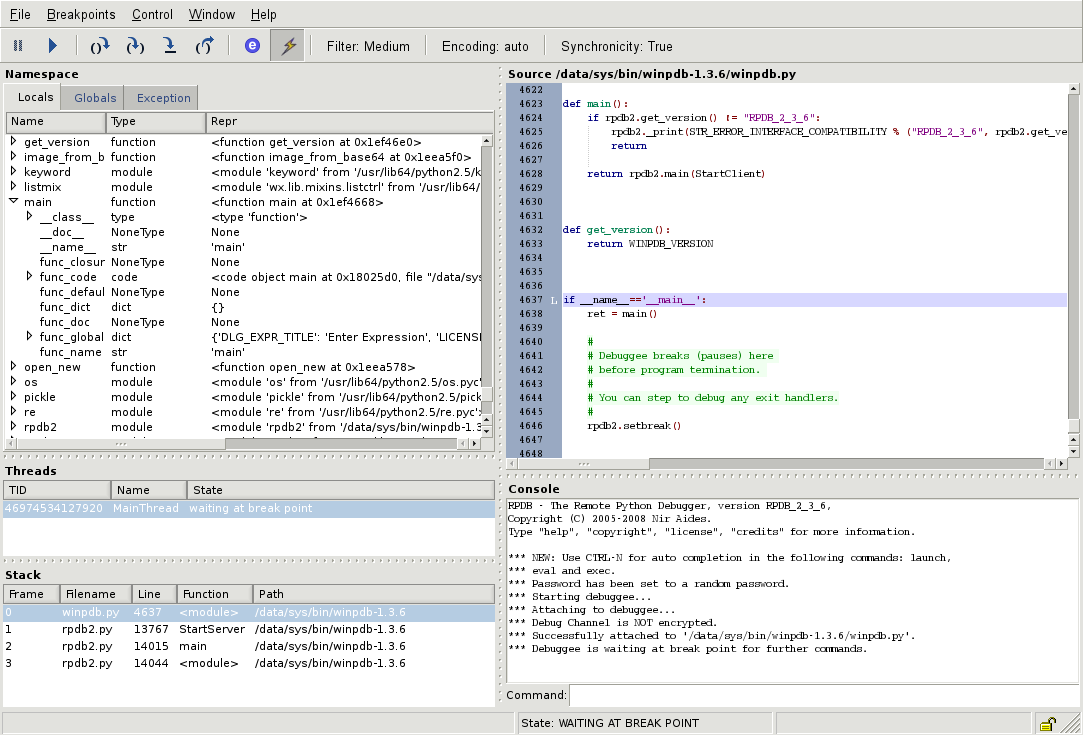
Trình gỡ lỗi Winpdb

Một trình gỡ lỗi hay công cụ gỡ lỗi (tiếng Anh: debugger hay debugging tool) là một chương trình máy tính được dùng để kiểm thử và gỡ lỗi cho chương trình khác (chương trình "đích").